# Джаякришна
Какита Джаякришна (телугу కాకిత జయకృష్ణ; 18 августа 1941, Коммара, Британская Индия — 29 марта 2016, Хайдарабад) — индийский кинопродюсер, снимавший в основном фильмы на языке телугу.
Начал свою карьеру в кино, работая гримёром, в том числе у таких актёров как Кришнам Раджу и Виджаяшанти.
А в конце 1970-х годов занялся производством фильмов. Среди его картин наиболее известны, ставшие супер-хитами проката, Mana Voori Pandavulu (1978), Mantrigari Viyyankudu (1983), Vivaha Bhojanambu (1988).
Как продюсер первого из них, он был награждён премией Filmfare за лучший фильм на телугу.
Его фильм Punadhirallu (1979) был первым, на который подписался будущая звезда кино на телугу Чирандживи, получив за это 1116 рупий, однако на экраны раньше вышел другой фильм с его участием, Manavoori Pandavulu.
Всего Джаякришна произвёл 15 фильмов, также закупив и выпустив в прокат 22 ленты из других штатов дублированные на телугу.
В итоге занявшись в 2000 году прокатом фильма Abhay, купленного за 48 лакхов (4,8 млн рупий), он понёс большие убытки и оставил кинематограф.
В 2012 году Джаякришна заявил о намерении вернуться с фильмом Oka Tara, но тот так и не был запущен в производство.